# 浦郷警察署
浦郷警察署（うらごうけいさつしょ）は、島根県警察が管轄する警察署の一つである。

## 所在地
- 島根県隠岐郡西ノ島町浦郷218番地4

## 管轄区域
- 隠岐郡海士町
- 隠岐郡西ノ島町
- 隠岐郡知夫村

## 組織
- 総務係、会計係、被害者支援係、警察相談係、生活安全刑事係、告訴・告発対応係、地域係、交通係、警備係

## 警察署所在地
（）の中は所在地。
- 浦郷警察署所在地（隠岐郡西ノ島町大字浦郷218番地4）

## 駐在所
（）の中は所在地。

### 海士町
- 海士駐在所（隠岐郡海士町海士1499番地1）
- 知々井駐在所（隠岐郡海士町知々井1623番地5）

### 西ノ島町
- 別府駐在所（隠岐郡西ノ島町美田美田尻官有無番地）

### 知夫村
- 知夫駐在所（隠岐郡知夫村郡1566番地9）

## 警備艇
- うらかぜ